# Funlola Aofiyebi-Raimi
Funlola Aofiyebi-Raimi, de nacimiento Abibat Oluwafunmilola Aofiyebi y conocida informalmente como FAR, es una actriz nigeriana. Ha participado en proyectos como The Figurine, Tinsel y MTV Shuga.

## Biografía
Funlola es la menor de siete hijos. Debutó en la televisión, con su tía Teni Aofiyebi, una actriz veterana.
Tomó un curso de actuación en Westminster College y en el Actors Studio en Bunkinghamshire. También tiene una licenciatura en Sociología de la Universidad de Lagos en Nigeria. Debutó en cine en la película Violated de Amaka Igwe junto a Joke Silva, Richard Mofe-Damijo, Ego Boyo y Kunle Bamtefa. Fue nominada para un premio THEMA en la categoría mejor actriz próxima en 1996. Fue elegida como el personaje principal en Keeping Faith, por el director Steve Gukas. También fue nominada a un premio AMMA como mejor actriz de reparto por The Figurine dirigida por Kunle Afolayan. Antes de participar en el programa de televisión de M-net Tinsel, interpretando a Brenda, ya había sido parte del elenco en otros programas como Doctors Quarters, Solitaire y Palace. En teatro ha participado en obras como Sing That Old Song For Me y The Mansion, escrita por Rasheed Badamusi, y The Vagina Monologues.
Desde agosto de 1999 y durante catorce años mantuvo un programa de radio llamado Touch of Spice. En agosto de 2009, celebró el décimo aniversario de su programa de radio Touch of Spice (TOS), poniendo a disposición un viaje en tren gratuito para que sus fanáticos asistieran al cine.

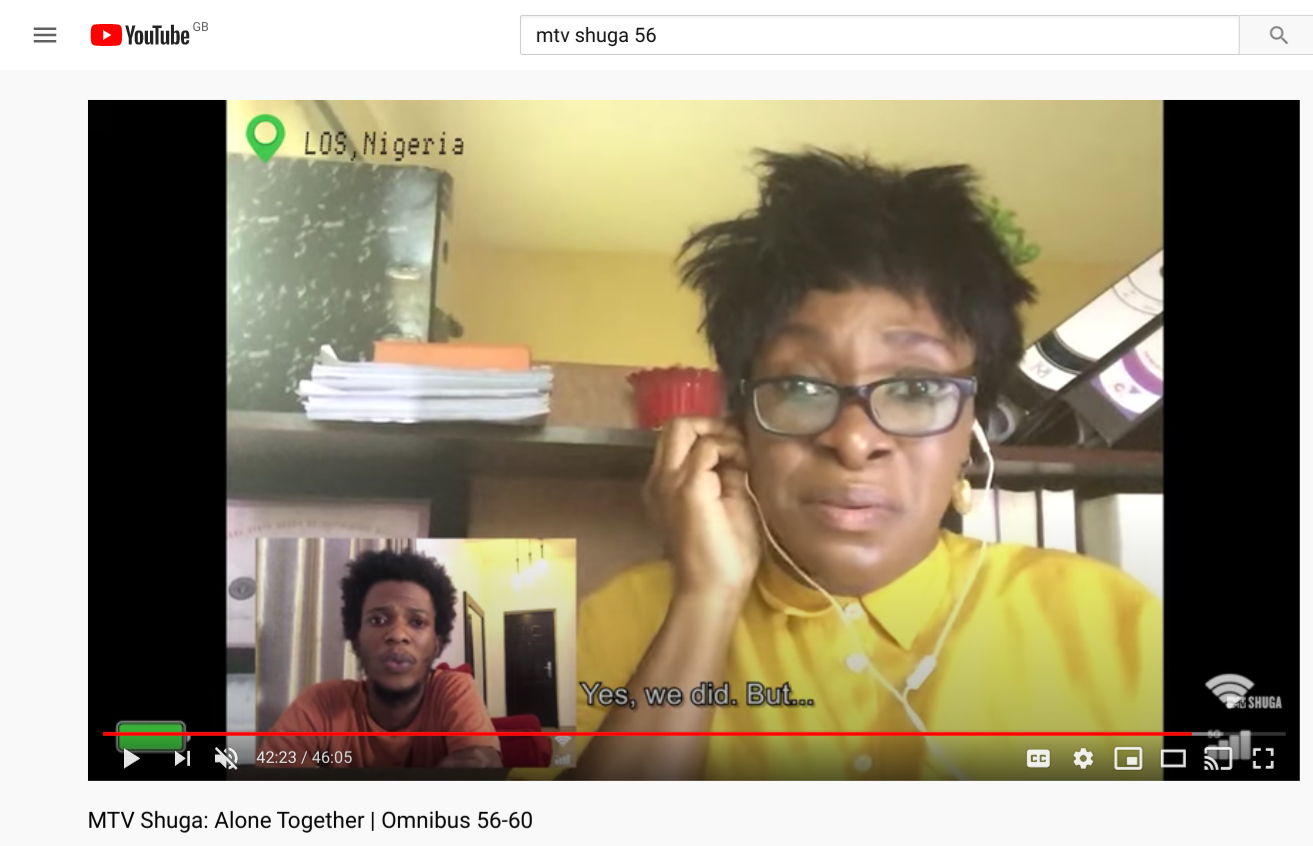
MTV Shuga "Alone Together" en 2020

Participó en MTV Shuga en 2019 y 2020 y su papel secundario de "Sra Olutu" se incluyó en la miniserie titulada MTV Shuga Alone Together que destaca los problemas del Coronavirus en abril de 2020. La serie fue escrita por Tunde Aladese con transmisión semanal todas nocturna; entre sus patrocinadores se incluyen las Naciones Unidas. La serie se basó en Nigeria, Sudáfrica, Kenia y Costa de Marfil y la historia avanza utilizando conversaciones en línea entre los personajes. Toda la filmación fue realizada por los actores que incluyen a Lerato Walaza, Mamarumo Marokane, Jemima Osunde y Folu Storms.
Su aparición más prolongada en televisión es en la telenovela diaria Tinsel, donde durante 10 temporadas interpretó a Brenda Mensah (nominada en los Premios de Entretenimiento de Nigeria 2010, Nueva York (NEA) en la categoría Mejor Actriz en un programa de televisión. Fue la ganadora de la primera edición del reality show de baile, Celebrity Takes 2 en 2007, superando a otras celebridades nigerianas. Asiste regularmente a festivales de cine y ha sido contratada como embajadora de buena voluntad tanto para el Black Star International Film Festival (Ghana) como para el Real Time Film Festival (Nigeria).

## Filmografía
- The Figurine (2009)
- Tinsel (2008–Present)
- Grey Dawn (2015)
- Entreat (2016)
- Walking with Shadows[13] (2019)

## Premios
| Año  | Premios                                         | Categoría                                          | Resultado | Ref.   |
| ---- | ----------------------------------------------- | -------------------------------------------------- | --------- | ------ |
| 2010 | Premios de la Academia de Cine de África (AMAA) | Mejor actriz de reparto (figura)                   | Nominada  |        |
| 2010 | Premios de entretenimiento de Nigeria           | Mejor actriz en un programa de televisión (Tinsel) | Nominada  |        |
| 2018 | Best of Nollywood Awards                        | Mejor actriz en un papel principal - Inglés        | Nominada  | [ 14 ] |